# Craterul Decaturville

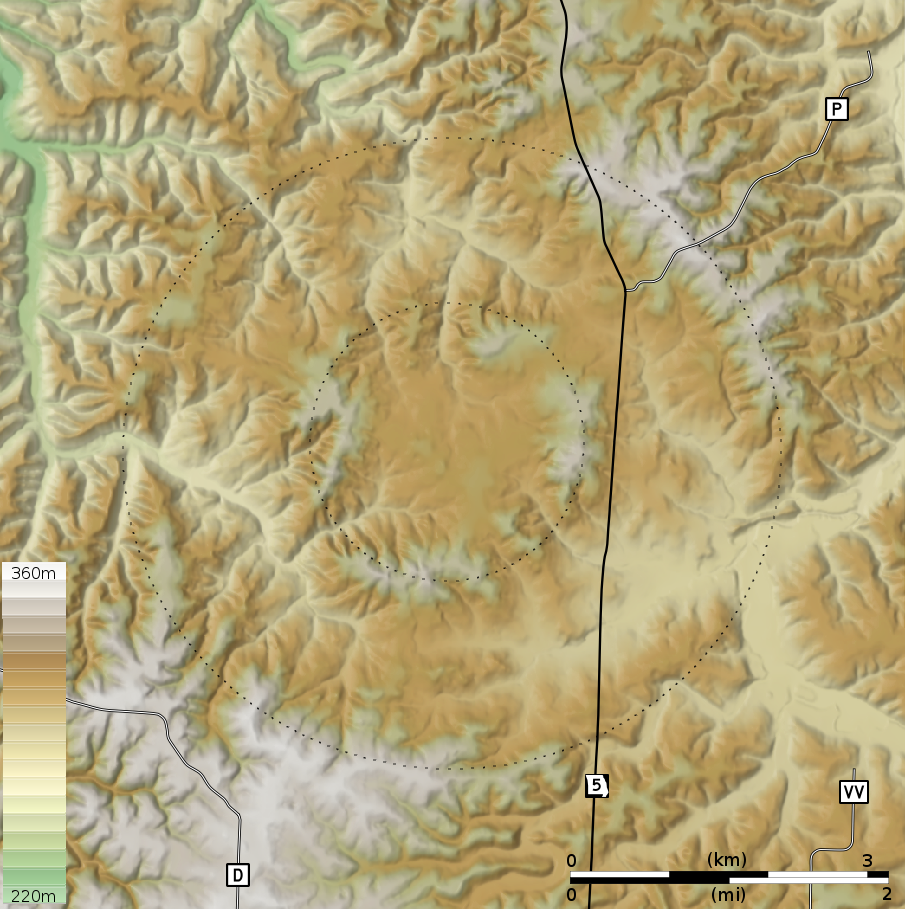
Topografia craterului Decaturville care arată că este foarte erodat.

Decaturville este un crater de impact meteoritic în Missouri, Statele Unite ale Americii. 

## Date generale
Are 6 km în diametru și are vârsta estimată la mai puțin de 300 milioane ani (Permian sau mai tânăr). Craterul este expus la suprafață.